# Luboš Račanský
Luboš Račanský (* 13. März 1964 in Benešov) ist ein ehemaliger tschechischer Sportschütze.

## Erfolge
Luboš Račanský, der für Dukla Prag aktiv war, nahm an drei Olympischen Spielen teil. 1988 belegte er in Seoul im Wettbewerb auf die Laufende Scheibe über 50 m den zwölften Platz. Bei den Olympischen Spielen 1992 in Barcelona qualifizierte er sich mit 576 Punkten im Wettbewerb auf die Laufende Scheibe über die 10-Meter-Distanz als Sechster für das Finale. In diesem erzielte er mit 94 Punkten das beste Resultat aller sechs Finalteilnehmer und rückte dadurch, mit 670 Gesamtpunkten, noch auf den dritten Rang hinter Michael Jakosits und Anatoli Asrabajew vor, sodass er die Bronzemedaille gewann. Bei seiner dritten Teilnahme, dann für Tschechien, beendete er den Wettbewerb 1996 in Atlanta auf dem 13. Platz.
Bei Weltmeisterschaften sicherte sich Račanský zwischen 1986 und 2009 insgesamt 22 Medaillen. Zwölfmal wurde er dabei Weltmeister: 1986 in Suhl und 1991 in Stavanger war er in der Disziplin Laufende Scheibe im Einzel siegreich, dazwischen gewann er 1987 in Budapest im Mannschaftswettbewerb auf die Laufende Scheibe den Titel. 1994 gelangen ihm in Mailand Titelgewinne im Einzel des Laufenden Keilers im gemischten Lauf sowie in der dazugehörigen Mannschaftskonkurrenz und den Mannschaftswettbewerben der Laufenden Scheibe und der Laufenden Scheibe Mix. Vier Jahre später wiederholte er in Barcelona den Gewinn der Goldmedaille im Mix-Mannschaftswettbewerb der Laufenden Scheibe. Seine übrigen vier WM-Titel gewann er ebenfalls mit der Mannschaft: 2002 in Lahti und 2008 in Pilsen wurde er im Laufenden Keiler im gemischten Lauf Erster, 2006 in Zagreb und ebenfalls 2008 in Pilsen beendete er den Wettbewerb im Laufenden Keiler im normalen Lauf auf dem ersten Platz. Darüber hinaus gewann Račanský sieben Silber- und drei Bronzemedaillen. Fünfmal wurde er in verschiedenen Einzeldisziplinen Europameister.
Račanský ist verheiratet und hat drei Kinder.